# Tharra rufivena
Tharra rufivena är en insektsart som beskrevs av Walker 1870. Tharra rufivena ingår i släktet Tharra och familjen dvärgstritar. Inga underarter finns listade i Catalogue of Life.